# Chiesa di San Francesco (Grosseto)
La chiesa di San Francesco, situata nell'omonima piazza, è una delle principali chiese di Grosseto.

## Storia
In un atto di vendita di alcuni beni del 1233 si legge di una «contrada fratrum minorum», indicando la presenza stabile in loco di un ordine monastico. Si trattava infatti dello scomparso convento di San Fortunato, abbandonato dai frati benedettini in quegli stessi anni. Nel 1289 fu quindi consacrata la nuova chiesa dei frati francescani.
Nel XVII secolo la chiese subì un ampliamento e venne aggiunta la cappella dedicata a Sant'Antonio da Padova, affrescata da Antonio e Francesco Nasini.
Durante il XVIII secolo, sotto i Lorena, furono realizzati i granai sul lato sinistro della chiesa, adiacenti al chiostro, occupando l'area oggi attraversata da via Andrea da Grosseto con il palazzo Geri e il complesso della Sala Friuli. I granai erano intitolati a santa Rosa, sant'Antonio, alla Madonna del Carmine, all'Immacolata Concezione, a san Giovanni, san Francesco e santa Chiara: nel 1805 il granaio di Santa Chiara fu utilizzato dalle truppe francesi di passaggio a Grosseto come dormitorio.
La chiesa e il convento, abbandonati dal 1810 circa in seguito alle soppressioni napoleoniche, furono adibiti a usi civili. Prima ospitarono un'infermeria per i lavoratori delle bonifiche, colpiti dalla malaria, dopodiché il vescovo Giovanni Domenico Mensini vi spostò il Capitolo e la cattedra episcopale durante i lavori di ristrutturazione del duomo di Grosseto; infine furono utilizzati dal Comune come magazzini. La chiesa sarà riaperta al culto solamente nel 1903, e verrà riconsegnata ai francescani nel 1924 dal vescovo Gustavo Matteoni. Il campanile che si innalza sulla parte posteriore destra della chiesa venne distrutto da un fulmine e rialzato nel 1926 dall'architetto Lorenzo Porciatti. Lo stabile sulla sinistra del chiostro del convento, dove si trovavano alcuni dei vecchi granai, ospitò la Corte d'Assise fino al 1921 e poi l'Archivio Notarile fino al 1930.
L'11 febbraio 1949 venne eretta a parrocchia dal vescovo Paolo Galeazzi.
Il 14 luglio 1964 in questa chiesa si sposarono in gran segreto Adriano Celentano e Claudia Mori; celebrò la messa all'alba (per sfuggire ai fotografi) il francescano padre Ugolino Vagnuzzi, amico della coppia e per lunghi anni confessore di entrambi.
Risale agli anni tra il 1970 e il 1975 l'opera di ristrutturazione del chiostro di San Francesco con la costruzione dell'edificio dell'Opera Giuseppe Friuli nel punto dove si trovavano i vecchi granai.

## Descrizione

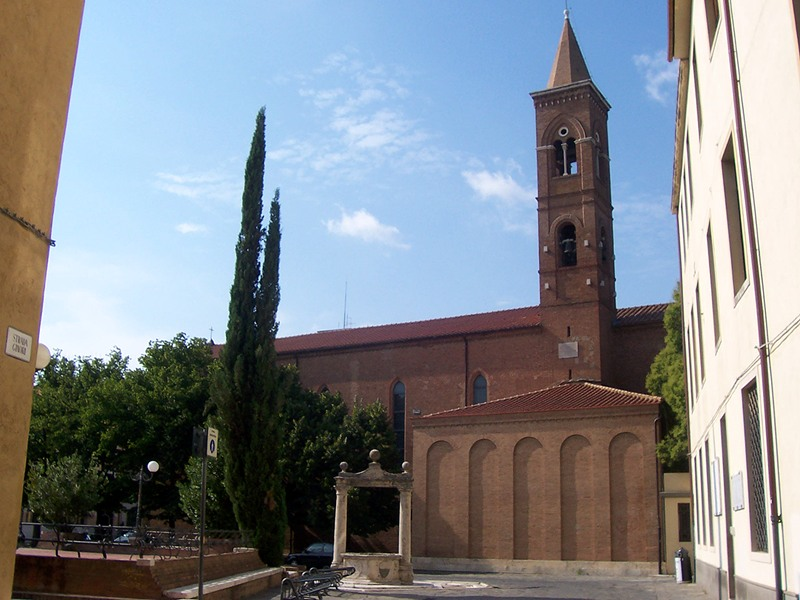
Il fianco della chiesa con il campanile

La chiesa presenta una facciata semplice con il portale caratterizzato da una lunetta con affresco (Giuseppe Casucci, Madonna col Bambino tra i santi Francesco e Fortunato), a sua volta sovrastata e protetta da un tabernacolo ligneo, sopra il quale si trova un rosone.
L'interno, a navata unica, custodisce varie opere d'arte tra le quali spicca il celebre Crocifisso su tavola attribuito alla mano di Duccio di Boninsegna (1285 circa). Recenti studi approfonditi sull'autore di tale importante opera oscillano nell'attribuirne la paternità tra il senese Maestro di Badia a Isola, lo stesso Duccio di Buoninsegna del primo periodo, più stilisticamente orientato verso Cimabue, e il senese Guido di Graziano. Quale che sia il vero autore del Crocifisso, l'opera è di enorme importanza artistica in quanto l'autore esce dal rango della convenzionalità dei pur eccellenti artisti toscani dell'epoca di Duccio. La flessuosità del corpo del Cristo effigiata nel Crocifisso e le proporzioni della immagine fanno sì che questa opera si collochi tra le più importanti della Toscana e dell'Italia intera.
Nella chiesa sono conservati anche vari affreschi e decorazioni.
La cappella di destra, dedicata a Sant'Antonio, venne aggiunta nel corso del Seicento e decorata con pregevoli affreschi dai pittori Antonio e Francesco Nasini.

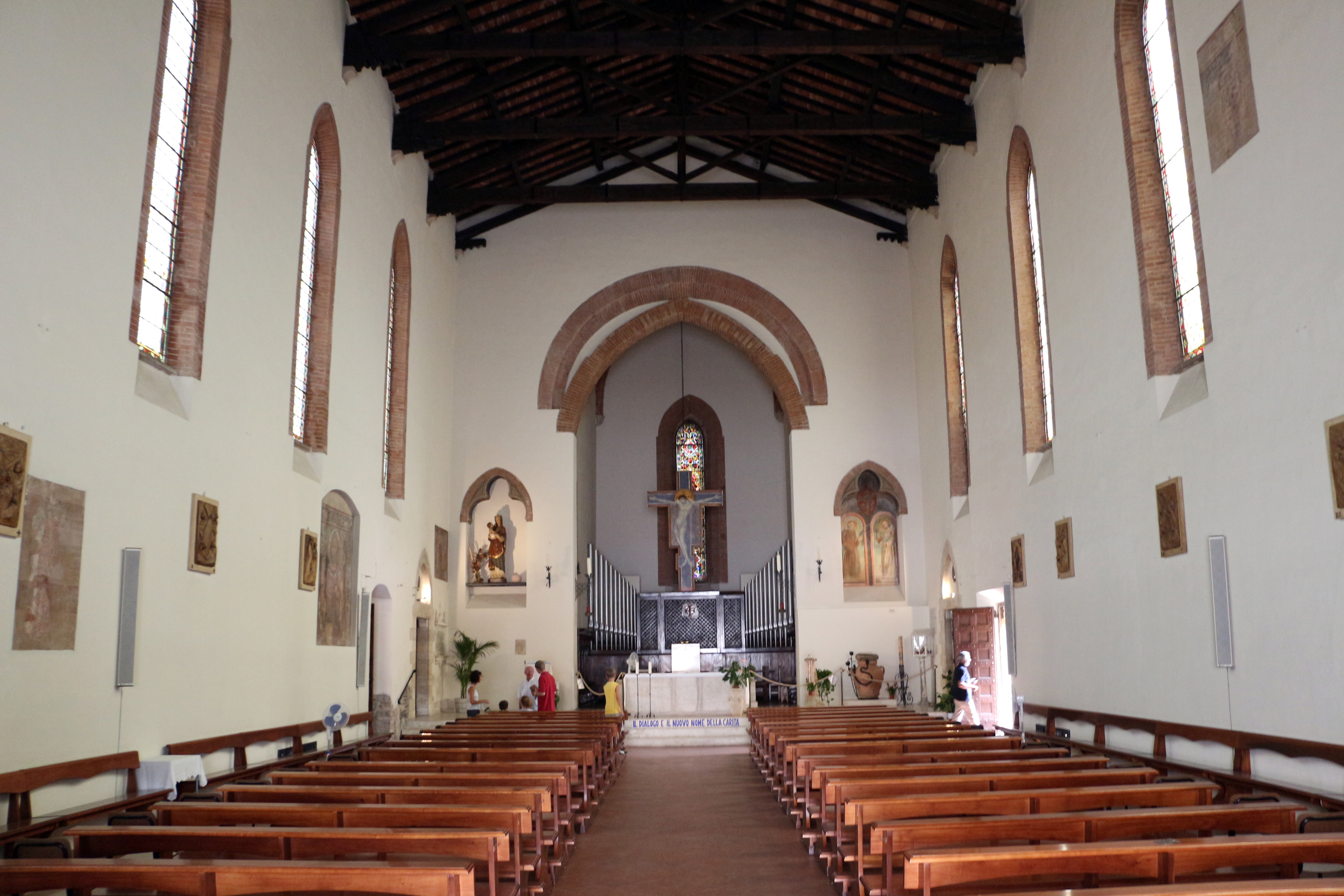
L'interno
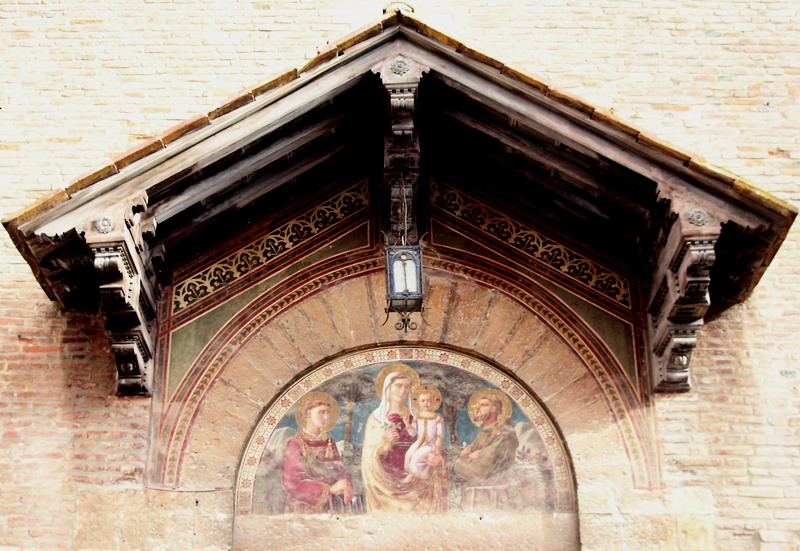
La lunetta con affresco di Giuseppe Casucci
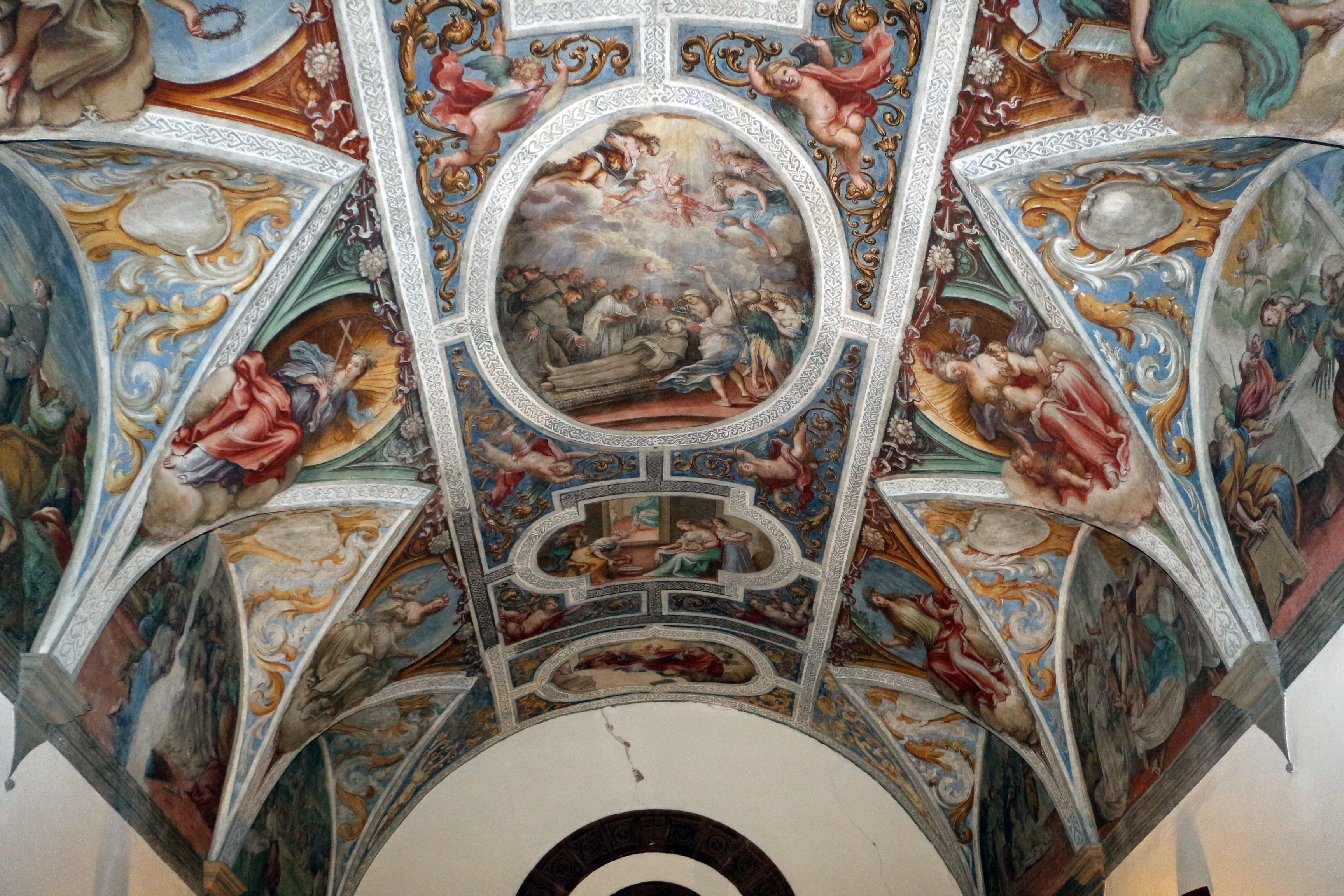
Affreschi seicenteschi dei Nasini
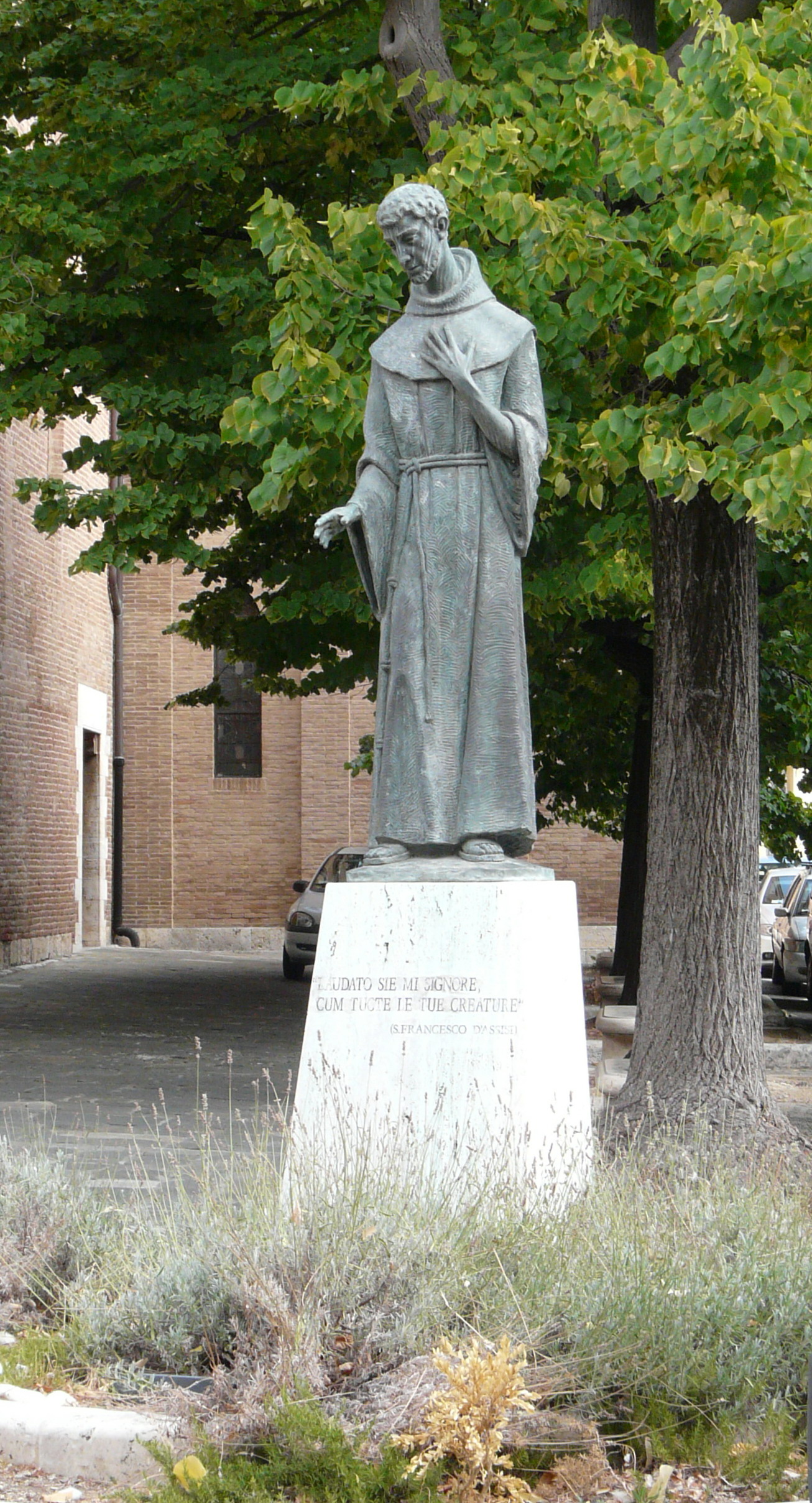
Il monumento a San Francesco d'Assisi
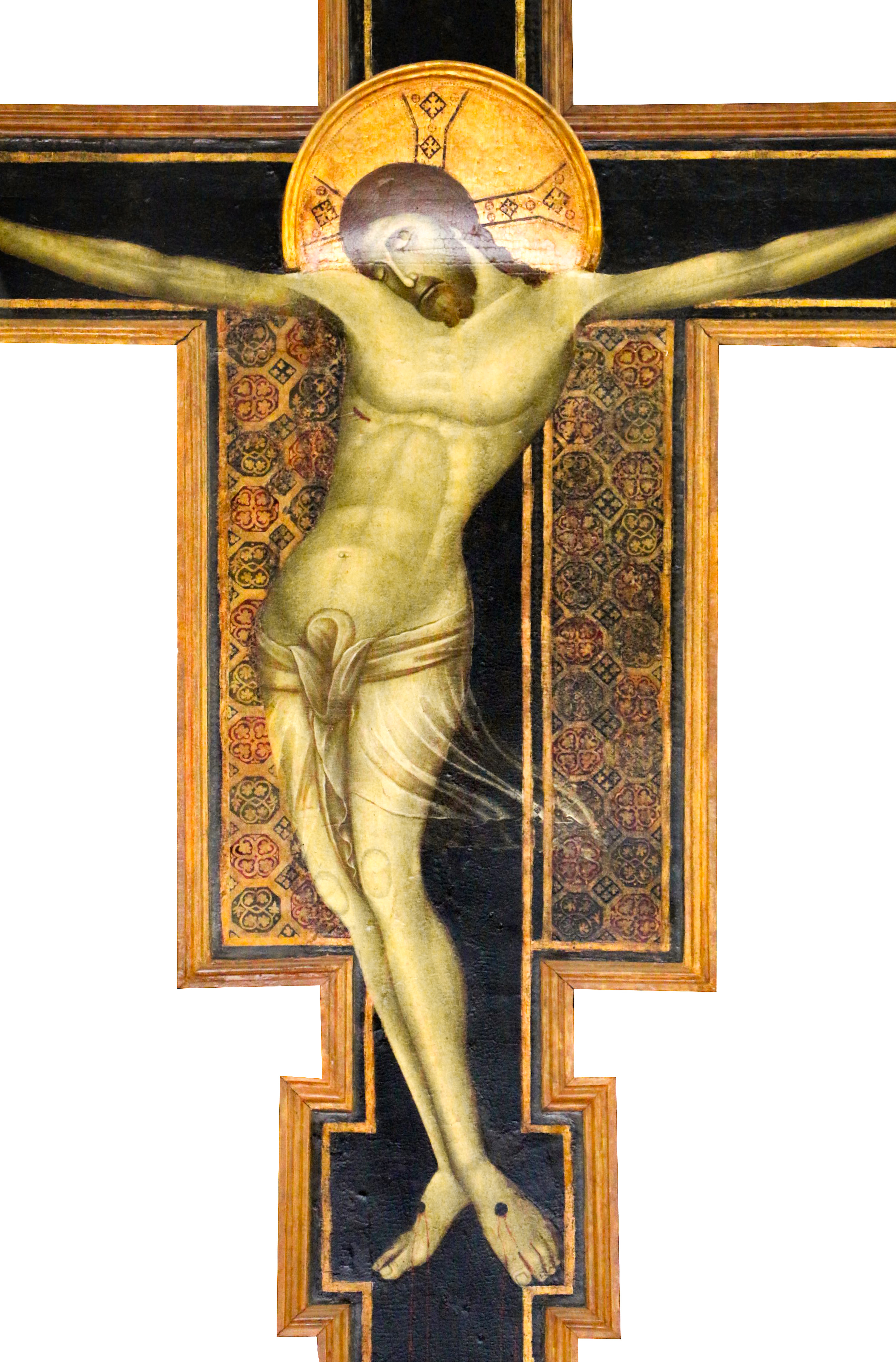
Il crocifisso ligneo, il cui autore e sconosciuto. Duccio o Guido di Graziano sono le principali ipotesi.

## Il chiostro

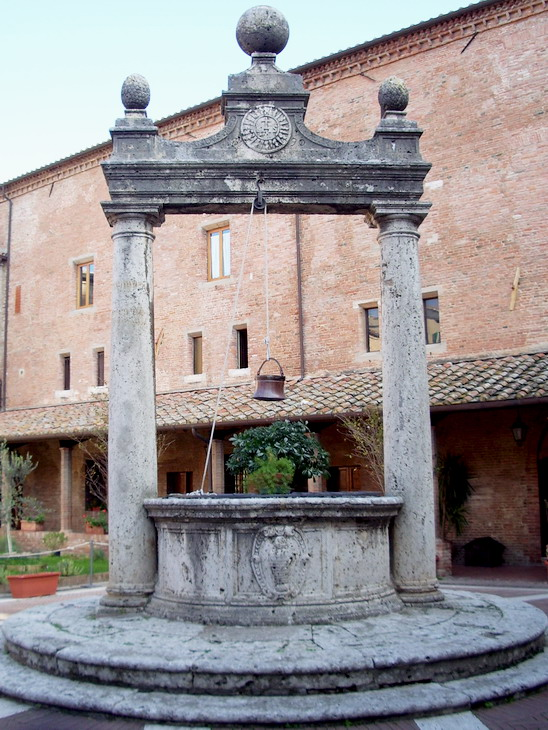
il Pozzo della Bufala

Il chiostro del convento si sviluppa a lato del fianco sinistro della chiesa ed è caratterizzato da un portico sorretto da colonne ottagonali; il chiostro dà accesso alla sacrestia, alla chiesa e ai locali del convento. Al centro del chiostro sorge il cinquecentesco Pozzo della Bufala, fiancheggiato da due colonne in travertino sulle quali poggia un pregevole coronamento: sotto di esso si trova la cisterna per la raccolta di acqua piovana.
Sulla piazza di fronte al fianco destro della chiesa e al campanile si trova un altro pozzo che raccoglieva l'acqua piovana nella cisterna sottostante per distribuirla alle varie abitazioni della zona.